# Piotr Lachert
Pour les articles homonymes, voir Lachert.
Piotr Lachert est un compositeur et pianiste belge d'origine polonaise né le 5 septembre 1938 à Varsovie et mort le 18 septembre 2018 à Pescara (Italie).

## Biographie
Pianiste de concert à l'origine, c'est comme compositeur que Piotr Lachert a acquis une renommée internationale. Il est en effet l'un des fondateurs du courant de la nouvelle musique consonante. En 1973, il fonde à Bruxelles le TEMV! (Théâtre européen de musique vivante!) qu'il dirigea durant vingt ans et qui eut une influence importante sur l'orientation de son catalogue.
Ses compositions incluent donc des pièces de théâtre musical, mais aussi de la musique de chambre, des œuvres symphoniques, des concertos, un opéra (Aroma Tre) et de nombreux volumes de pédagogie pianistique. Sa musique est éditée par Bärenreiter, Jobert, Alain Van Kerckhoven Éditeur et Chiola Music Press.